# Agrupació Excursionista Icària
L'Agrupació Excursionista Icària és una entitat excursionista del barri del Poblenou de Barcelona nascuda el 1916. És una de les 10 entitats excursionistes més antigues de Catalunya. Entre les activitats que ha dut a terme l'entitat hi ha senderisme, curses de muntanya i esquí, conferències, exposicions de fotografia i uns jocs florals. És membre Fundador de la Federació d'Entitats Excursionistes de Catalunya (Federació Catalana d'Alpinisme i Escalada), també pertany a Senders de Catalunya i és una de les entitats fundadores de l'Associació d'Entitats Excursionistes del Barcelonès. Actualment la seu social de l'entitat es troba al carrer Llull 184.,

## Història
L'entitat es va fundar el 1916 a càrrec dels responsables de la secció d'excursionisme del CE Júpiter amb el nom de Secció Excursionista del Club Esportiu Júpiter. El 1921 van es van reanomenar Agrupació Excursionista Icària i el 2 d'abril de 1922 van inaugurar un local a la rambla del Poblenou. L'acte comptà amb la participació dels prohoms del moment, s'hi inaugurà una exposició i en dies successius es va fer una tanda de projeccions, un recital de poesies i, el 18 de juny, un gran àpat de germanor. S'emprengué l'habilitació d'una biblioteca i d'un incipient museu, a base de donatius. Es constituïren, a més de la Secció d'Excursions, les de Fotografia, Escacs, Infantil, Esports de Muntanya, Museus i Folklore i Tècnica de Biblioteca. Tota la intensa tasca cultural poblenovina de 1922 a 1927 giravoltà entorn de l'entitat. Fins al 1928 l'agrupació fou presidida per Agustí Mateu, substituït pel Dr. Gabarró qui li donà una nova embranzida; va fer passar per l'entitat tota la intel·lectualitat catalana. El 1931, Mateu reprengué la presidència.

### Cultura
Pel que fa a l'activitat cultural, destaca la publicació de El Butlletí, des de l'abril de 1922 al 1931, quan aparegué la revista Icària. Hi van signar articles hi ha Serra i Pagès, Xavier Benguerel, Sánchez Juan, Agustí Mateu, Riera i Puntí o Roca i Roca. També es van celebrar diverses conferències i un curs d'Història de Catalunya, en combinació amb el Pomell de Joventut "Junior" a cura d'Antoni Riera. Es clausurà l'exposició inaugural del Casal amb un parlament de mossèn Royo sobre l'ideal de l'excursionisme. També hi conferenciaren al llarg dels anys: J.Gili, Riera i Puntí, Vidal Riba, Serra i Pagès, Ll.Folch i Torres, J.Folch i Torras, Carreras Candi, J.M.Junoy, Batista i Roca, Roc Boronat, Puig i Ferreter, Pompeu Fabra... S'hi celebraren també altres cursets especialitzats, com ara el de topografia, gramàtica catalana, i llengua i literatura francesa.
A partir de 1929 es revifaren les lectures de llibres a punt de sortir, les sessions dedicades a donar a conèixer els grans poetes de la llengua catalana, i prengueren també una nova empenta les anomenades "converses del divendres" a cura de personalitats rellevants de la cultura catalana. El 1931 organitza encara actes de major envergadura, amb motiu de les festes del IX aniversari, amb discursos de Ramon d'Abadal, Riera i Puntí, Rovira i Virgili... També van fer visites culturals al Palau de la Música, Liceu, Palau de la Generalitat, Ajuntament, Museu Balaguer de Vilanova, Observatori Fabra, Cultura Popular de la Dona... Algunes d'elles amb conferències prèvies fent ressaltar la vàlua arqueològica o artística dels edificis i la significació de les corporacions que estatgen.
L'entitat començà fent moltes excursions. Les inaugurals foren dues celebrades el mateix dia: una, a peu, a les Guilleries, i l'altra, turística, a Tarragona. La nova excursió fou l'assistència a l'Aplec Excursionista de Catalunya, que aquell any se celebrava a St.Benet de Bages. Pel juny, aprofitaven dues festes i s'anava a Núria fent el seu bateig pirinenc, i per l'agost, al Canigó. L'entitat realitza excursions pertot Catalunya en les modalitats d'excursionisme, fotografia o familiar. El juliol de 1927 corona el pic d'Aneto. L'any següent també es duen a terme sortides dels cursets de guies excursionistes. El 1930 es creà el Premi Pirineu, a concedir al soci que durant mig any hagués obtingut una major assistència a les excursions.
L'entitat era desitjosa de portar aires nous a la barriada, d'obrir-li horitzons i oferir-li expressions de civilitat. Aspirava a ser el cenacle de l'art al barri i declarava obrir les portes als obrers amb sensibilitat i els esperits subtils que, mancats d'un lloc apropiat per la seva expansió, el necessitaven per posar-se en contacte amb el públic. Per això començava per inaugurar una exposició artística. Josep Subirachs, el dia d'obrir-la, hi va fer un parlament, i hi donaren conferències Riera i Puntí, Aureli Campmany i mossèn Royo. En la manifestació artística de 1927 participà Enric Casanovas; la de 1928 fou oberta amb una conferència de J.M.Junoy i closa amb una de Carles Soldevila. En les exposicions anuals s'exhibiren obres de Josep Dunyac, Domènec Carles i Iu Pascual. El 1926 Tomàs Iduarte dona un curs de conferències d'història de l'art.
Durant els anys 60 van organitzar uns jocs florals en català a la muntanya per evitar la censura del franquisme.
L'any 1997 van fundar  la Mostra d'Audiovisuals i Fotografia de Muntanya del Districte de Sant Marti. El desencadenant va ser l'accident de muntanya en què va perdre la vida el president de la UESMAP, en Toni Moreno al Pic d'Alba (Aneto) i la d'en Joan Ramon Buil de camí a la Pica d'Estats mentre s'entrenava per a anar a l'Aconcagua. Dins la Mostra es concedeixen tres premis In Memoriam, Toni Moreno, Joan Ramon Buil i el d'en Jordi Hernández, President de la Secció Excursionista del Foment Martinenc.
L'entitat també col·labora amb el Festival Explos d'Ax-Les-Thermes a França.

### Excursions
També hi havia excursions familiars i per a infants. Pel que fa a les familiars, es visitaren tots els indrets pintorescos de fàcil accés dels encontorns de Barcelona i de les muntanyes de les serralades del litoral i del pre-litoral, sempre amb bona concurrència. El 1923 sorgí el Grup Feminal i les excursions mixtes adquiriren major assiduïtat i, comptant amb un equip femení entrenat, els trajectes adquiriren envergadura. De les excursions per a infants la primera va ser la del 3 de setembre de 1922 a St.Genís dels Agudells, l'Observatori Fabra i Vallvidrera. S'invità els alumnes de les escoles de la barriada amb inscripció prèvia. El novembre de 1923 es constituí la Secció d'Infants i es començaren les excursions mensuals a base d'itineraris apropiats. El 1925 el Grup Feminal dugué els membres de la Secció Infantil a Montserrat en una excursió de dos dies. Més tard se'ls emportà en una altra excursió de dos dies al Matagalls i les Agudes.
També es realitzaren excursions exclusivament destinades a alliçonar els infants en el funcionament d'aparells fotogràfics, les quals es complementaren amb lliçons de revelatge de negatius i tiratge de positius sobre paper. El novembre de 1925 s'inauguraren unes excursions infantils d'orientació amb sessions preparatòries, mentre, degut a la nombrosa inscripció obtinguda, calgué formar dos grups amb els habituals assistents a les sortides infantils habituals. La tardor de 1926 s'organitzaren uns actes a base d'explicacions, projeccions de transparències i jocs culturals dedicats als escolars del barri, els quals se celebraven els dissabtes a la tarda. Es dedicava un acte a cada escola, i per l'octubre se celebraren els "dissabtes escolars" a l'Escola de l'Aliança i a l'Escola del Poble Nou. La tardor de 1927 sorgiren dins l'entitat els Estols de Follets i Minyons, que prosseguiren l'educació postescolar i de formació del caràcter dins l'organització Minyons de Muntanya, la qual prengué un gran increment. Agustí Mateu fou l'ànima de l'excursionisme jovenil poblenoví i organitzà un Concurs Excursionista Escolar.

### Esport
Amb motiu de la festa major de 1922 l'entitat organitza una gran cursa ciclista de velocitat, una altra de lentitud i una extraordinària audició de sardanes junt amb una exposició d'art. L'activitat simplement atlètica o esportiva aviat restà, però, a segon terme, fins que a darreries de 1927 prengué una nova modalitat a base de realitzar excursions amb el fi de practicar gimnàstica a l'aire lliure i en plena muntanya. El 1928 es va fer una bella exhibició de cultura física al camp del C.D.Júpiter. A l'estiu les sessions gimnàstiques es feien a la platja i, a l'hivern, localitzades a l'estatge social.
Les primeres pràctiques d'esquí es van fer el febrer de 1925. El 1930 es van donar unes lliçons teòriques d'esquís i de gimnàstica per a esquiadors i, l'octubre, es parlà d'organitzar el I Campionat d'esquiadors poblenovins. Però no arribà a realitzar-se, per bé que sempre hi va haver afiliats al "Júpiter", que practicaren pel seu compte.
L'agost de 1925 es va fer la primera sortida per acampar a les Guilleries. S'adquiriren tendes i material adient i se'n reglamentà l'ús. El 1927 es van dur a terme diverses xerrades d'aquesta modalitat de l'excursionisme.

### Vida social
S'hi feien també projeccions de transparències fotogràfiques, sardanes, recitals de poesies, concerts vocals i de piano, revetlles... Cada Nadal es feia un pessebre amb gran èxit davant dels quals desfilaven força veïns i sobretot els esolars. El maig de 1923 l'entitat rep la senyera social amb lliurament solemne i parlaments. A cada aniversari de la fundació de l'entitat es fan actes de significació i esbarjo. Per l'aniversari de 1926 tingué lloc un concert per l'Orfeó Gracienc, a més d'altres concerts de cant i de piano, l'habitual exposició, les conferències i l'àpat de germanor en un hostal de muntanya. Prengueren també significació les festes del VII aniversari, el 1929, amb concerts i importants conferències. La tardor de 1926 prengueren efectivitat les converses del divendres, a les quals ja ens hem referit.
Inicialment anomenada Biblioteca Popular Catalana, la biblioteca de l'entitat fou inaugurada oficialment el 20 de setembre de 1925, i el 22 de novembre Jordi Rubió hi donà la primera conferència. La biblioteca constituí un motiu de captació de la joventut estudiosa del barri, contribuint a despertar vocacions i originant un moviment de simpatia i generositat al seu entorn. El desembre de 1927 la biblioteca organitzà tres conferències memorables, donades per J.M.Capdevila sobre Verdaguer, Tomàs Garcés sobre Maragall, i Octavi Saltor sobre Guimerà. L'agost de 1928 aconseguí el miler de volums, i el 1929 sorgiren entorn de la biblioteca unes edicions titulades Edicions Biblioteca Popular Catalana del Poble Nou, de les quals sortí el volum Rosa o la llum, de J.B.Casajuana. La biblioteca organitzà també cursos anuals de gramàtica catalana i la Diada del Llibre al Poble Nou, amb parlaments en ple passeig, per una munió de personalitats de primera fila.